# Lantignié
Lantignié est une commune française située dans le département du Rhône, en région Auvergne-Rhône-Alpes.

## Géographie

### Climat
Pour des articles plus généraux, voir Climat d'Auvergne-Rhône-Alpes et Climat du Rhône.
En 2010, le climat de la commune est de type climat océanique dégradé des plaines du Centre et du Nord, selon une étude du Centre national de la recherche scientifique s'appuyant sur une série de données couvrant la période 1971-2000. En 2020, Météo-France publie une typologie des climats de la France métropolitaine dans laquelle la commune est exposée à un climat de montagne ou de marges de montagne et est dans la région climatique Nord-est du Massif Central, caractérisée par une pluviométrie annuelle de 800 à 1 200 mm, bien répartie dans l’année.
Pour la période 1971-2000, la température annuelle moyenne est de 11,5 °C, avec une amplitude thermique annuelle de 17,4 °C. Le cumul annuel moyen de précipitations est de 901 mm, avec 10,3 jours de précipitations en janvier et 7,4 jours en juillet. Pour la période 1991-2020, la température moyenne annuelle observée sur la station météorologique de Météo-France la plus proche, « Saint-Didier-Beaujeu », sur la commune de Saint-Didier-sur-Beaujeu à 6 km à vol d'oiseau, est de 11,2 °C et le cumul annuel moyen de précipitations est de 934,2 mm,. Pour l'avenir, les paramètres climatiques de la commune estimés pour 2050 selon différents scénarios d'émission de gaz à effet de serre sont consultables sur un site dédié publié par Météo-France en novembre 2022.

## Urbanisme

### Typologie
Au 1er janvier 2024, Lantignié est catégorisée commune rurale à habitat dispersé, selon la nouvelle grille communale de densité à sept niveaux définie par l'Insee en 2022.
Elle appartient à l'unité urbaine de Beaujeu, une agglomération intra-départementale regroupant trois  communes, dont elle est une commune de la banlieue,,. La commune est en outre hors attraction des villes,.

### Occupation des sols
L'occupation des sols de la commune, telle qu'elle ressort de la base de données européenne d’occupation biophysique des sols Corine Land Cover (CLC), est marquée par l'importance des territoires agricoles (83,2 % en 2018), une proportion identique à celle de 1990 (83,2 %). La répartition détaillée en 2018 est la suivante :
cultures permanentes (74,2 %), forêts (16,4 %), prairies (9 %), zones urbanisées (0,4 %). L'évolution de l’occupation des sols de la commune et de ses infrastructures peut être observée sur les différentes représentations cartographiques du territoire : la carte de Cassini (XVIIIe siècle), la carte d'état-major (1820-1866) et les cartes ou photos aériennes de l'IGN pour la période actuelle (1950 à aujourd'hui).

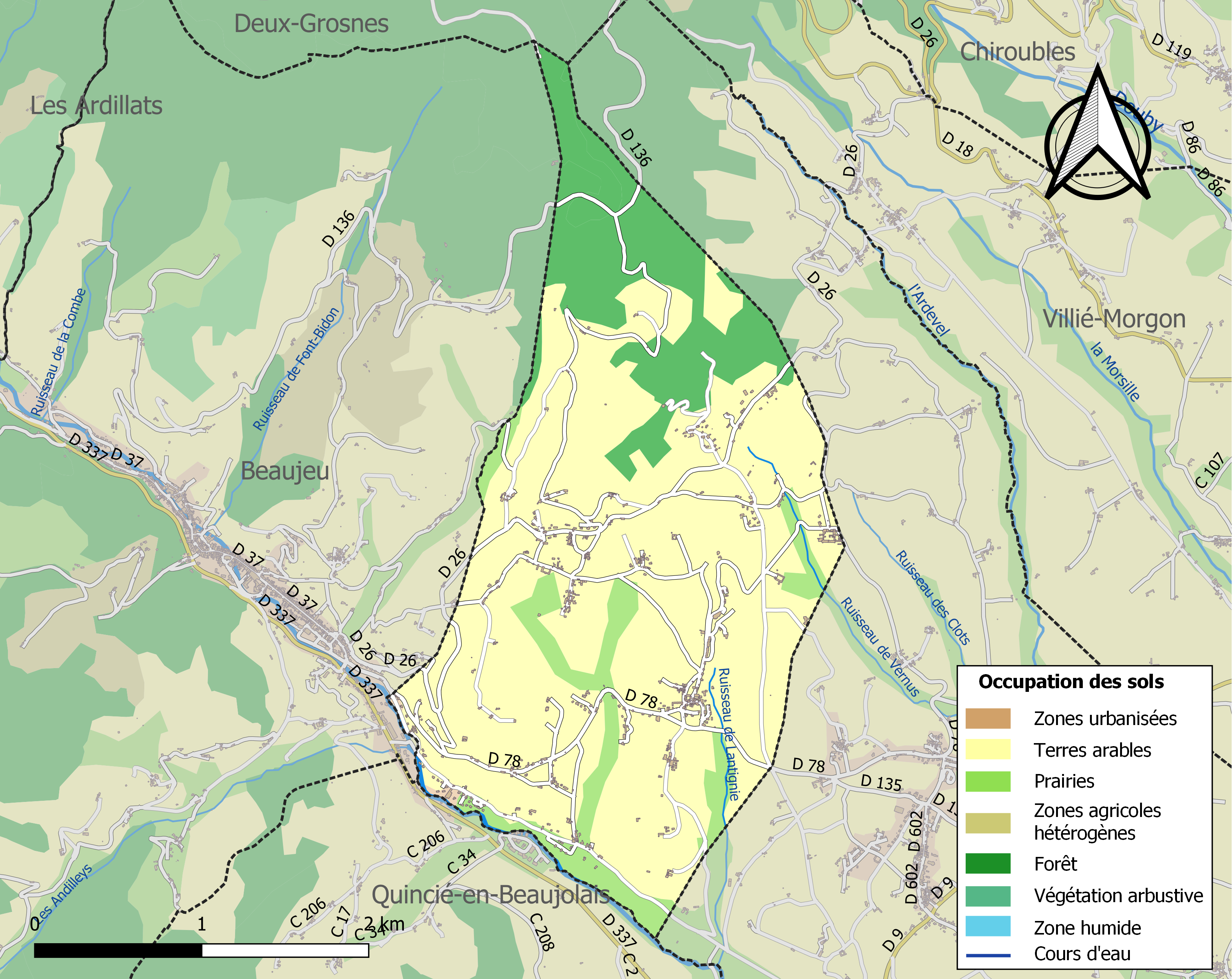
Carte des infrastructures et de l'occupation des sols de la commune en 2018 (CLC).

## Communes limitrophes
- Avenas au nord ;
- Régnié-Durette à l'est ;
- Quincié-en-Beaujolais au sud ;
- Beaujeu à l'ouest.

## Histoire
Aucune trace d'occupation du site n'est attestée pendant la période romaine, tant au niveau archéologique que bibliographique. Toutefois les chartes médiévales mentionnent Lentiniacum.

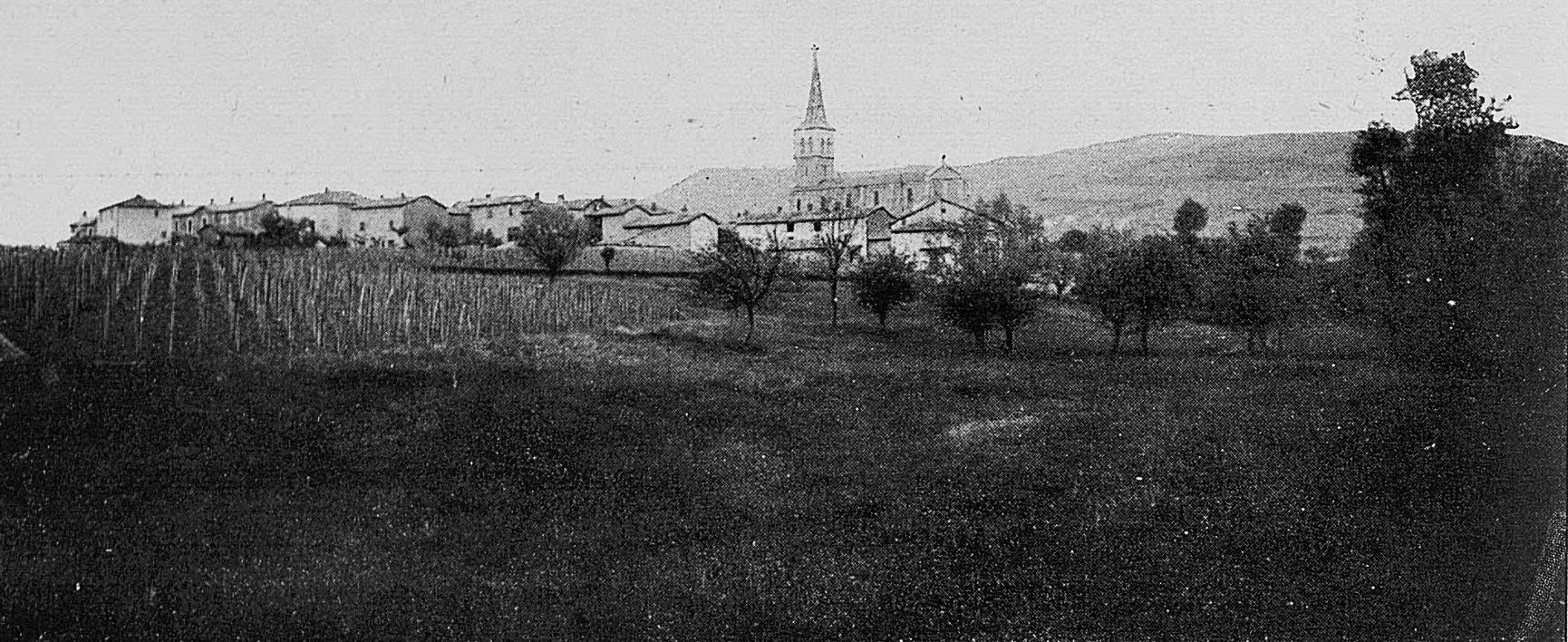
Le bourg de Lantignié entre 1901 et 1902.

De 1927 à 1961, la commune a abrité des mines de fluorine et de barytine. Aujourd'hui ces mines rebouchées ne se voient plus, mais le lieu-dit les Mines témoigne de cette activité, et le site reste intéressant pour les minéralogistes amateurs.

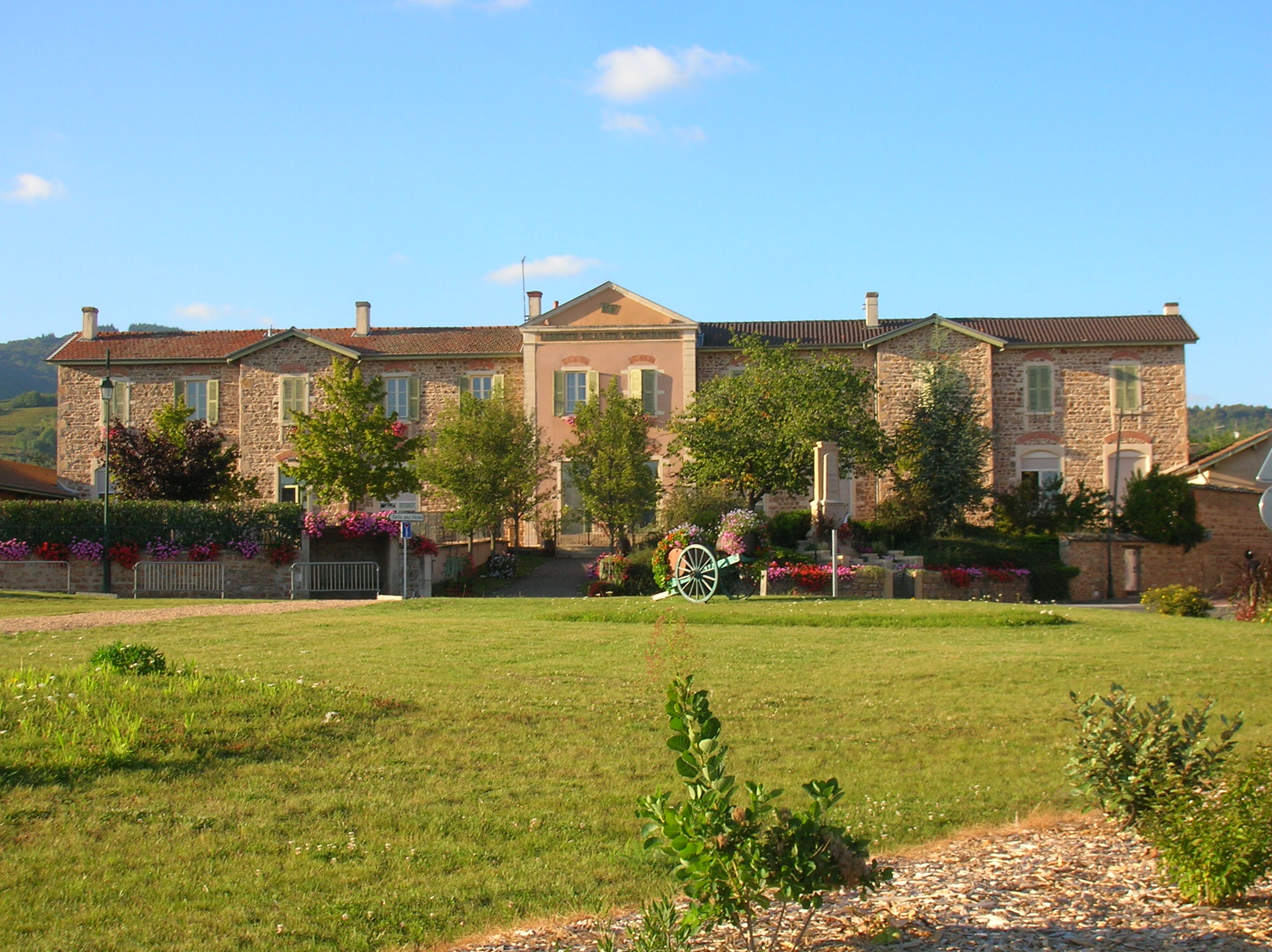
La mairie.

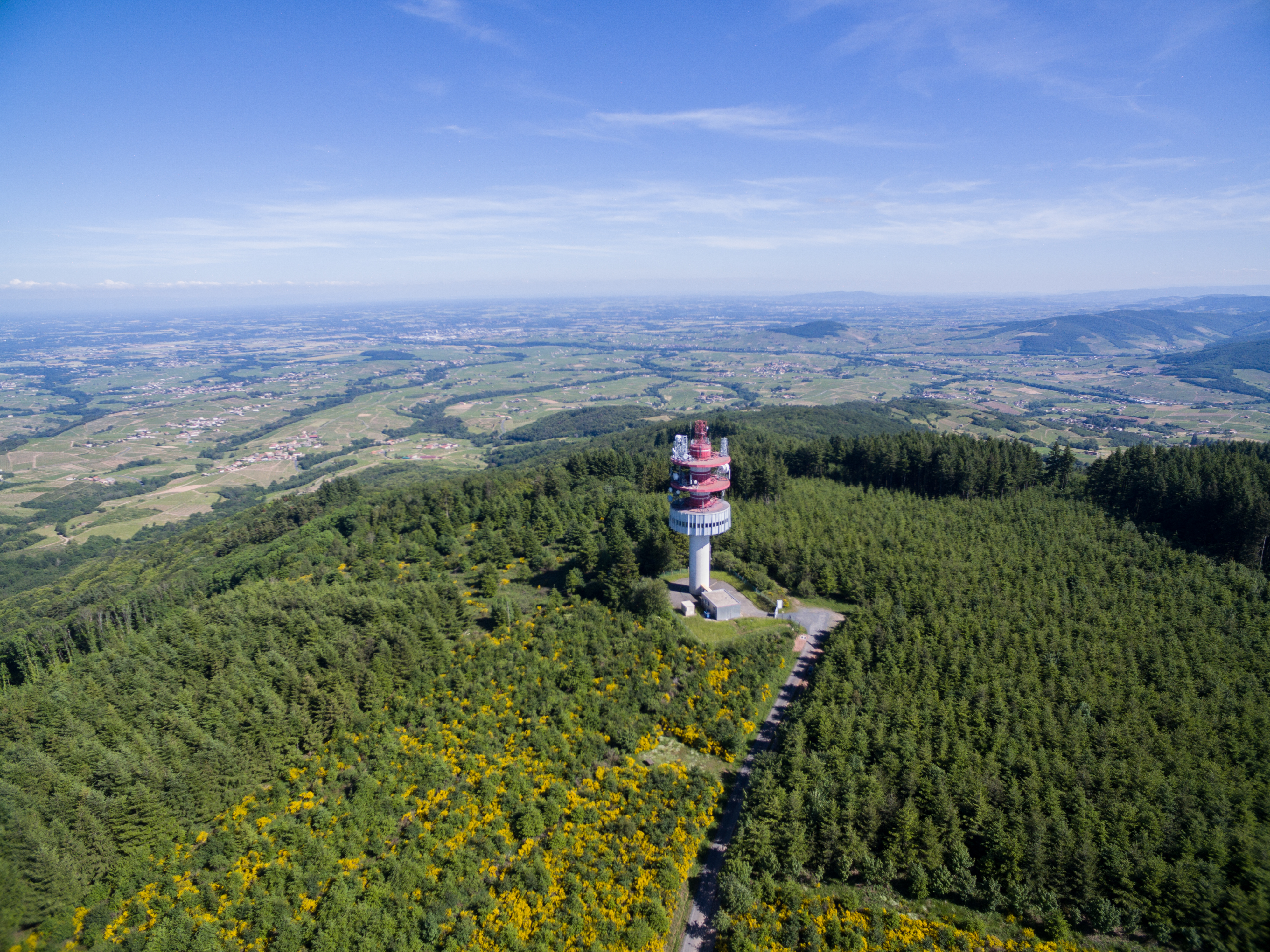
La tour hertzienne du Crêt de la Murette, sur les hauteurs du territoire communal.

## Politique et administration
| Période                                  | Période  | Identité                | Étiquette | Qualité                                |
| ---------------------------------------- | -------- | ----------------------- | --------- | -------------------------------------- |
| Les données manquantes sont à compléter. |          |                         |           |                                        |
| 1944                                     | 1953     | Pierre Collonge         |           |                                        |
| 1953                                     | 1977     | Antoine Jambon          |           |                                        |
| 1977                                     | 1983     | Claude-Marie Joubert    | DVD       | Président de la Communauté de communes |
| 1983                                     | 1989     | Claude-Marie Joubert    |           | Président de la Communauté de communes |
| 1989                                     | 1995     | Claude-Marie Joubert    |           | Président de la Communauté de communes |
| 1995                                     | 2001     | Claude-Marie Joubert    |           | Président de la Communauté de communes |
| 2001                                     | 2008     | Claude-Marie Joubert    |           | Président de la Communauté de communes |
| 2008                                     | 2014     | Claude-Marie Joubert    |           | Président de la Communauté de communes |
| 2020                                     | En cours | Jean-Michel Tournissoux |           |                                        |

## Population et société

### Démographie
L'évolution du nombre d'habitants est connue à travers les recensements de la population effectués dans la commune depuis 1793. Pour les communes de moins de 10 000 habitants, une enquête de recensement portant sur toute la population est réalisée tous les cinq ans, les populations de référence des années intermédiaires étant quant à elles estimées par interpolation ou extrapolation. Pour la commune, le premier recensement exhaustif entrant dans le cadre du nouveau dispositif a été réalisé en 2005.

En 2022, la commune comptait 851 habitants, en évolution de −4,06 % par rapport à 2016 (Rhône : +3,93 %, France hors Mayotte : +2,11 %).
| 1793 | 1800 | 1806 | 1821 | 1831 | 1836 | 1841 | 1846 | 1851 |
| ---- | ---- | ---- | ---- | ---- | ---- | ---- | ---- | ---- |
| 968  | 611  | 676  | 679  | 720  | 732  | 729  | 811  | 848  |

| 1856 | 1861 | 1866 | 1872 | 1876 | 1881 | 1886 | 1891 | 1896 |
| ---- | ---- | ---- | ---- | ---- | ---- | ---- | ---- | ---- |
| 815  | 803  | 800  | 833  | 870  | 822  | 830  | 783  | 775  |

| 1901 | 1906 | 1911 | 1921 | 1926 | 1931 | 1936 | 1946 | 1954 |
| ---- | ---- | ---- | ---- | ---- | ---- | ---- | ---- | ---- |
| 756  | 760  | 690  | 582  | 552  | 541  | 568  | 597  | 531  |

| 1962 | 1968 | 1975 | 1982 | 1990 | 1999 | 2005 | 2006 | 2010 |
| ---- | ---- | ---- | ---- | ---- | ---- | ---- | ---- | ---- |
| 564  | 517  | 496  | 517  | 536  | 626  | 685  | 688  | 811  |

| 2015 | 2020 | 2022 | - | - | - | - | - | - |
| ---- | ---- | ---- | - | - | - | - | - | - |
| 886  | 851  | 851  | - | - | - | - | - | - |

### Enseignement
Une école primaire est située au bourg du village.

### Manifestations culturelles et festivités
Une fois par an, la fête des conscrits se déroule à Lantignié, autour du second week-end de février.
Depuis 2002, une association qui regroupe une centaine de bénévoles organise chaque année les Charrois Gourmands. Il s'agit d'une balade dans les charrois (terme typique du Beaujolais pour désigner les chemins qui traversent les vignes), où chaque kilomètre est marqué par un stand gastronomique. Un groupe de musique assure l'ambiance à chaque halte : apéritif, entrée, plat chaud, dessert, fromage et café. Il s'agit d'une occasion de faire découvrir les vins de cette appellation classée en beaujolais Villages en dégustant les différents vins des producteurs locaux. Grâce à cet événement qui attire plus de 1 800 participants, la région est mise en avant au travers de ses paysages et de sa culture. Les Charrois Gourmands ont lieu chaque année, le deuxième samedi de juin.
L'association des charrois gourmands fait partie de la Confrérie Européenne des marches gourmandes.
Le comité de fleurissement organise chaque année la veille au soir du 14 Juillet une soirée lampions qui est accompagnée d'un repas et d'un feux d'artifice et suivie d'un bal populaire.

### Sports
3 terrains de tennis dont 1 couvert, salle de sports avec tribune, sentiers pédestres 3 parcours, 1 terrain de basket couvert, 1 stade de football, 1 cross VTT.

## Économie

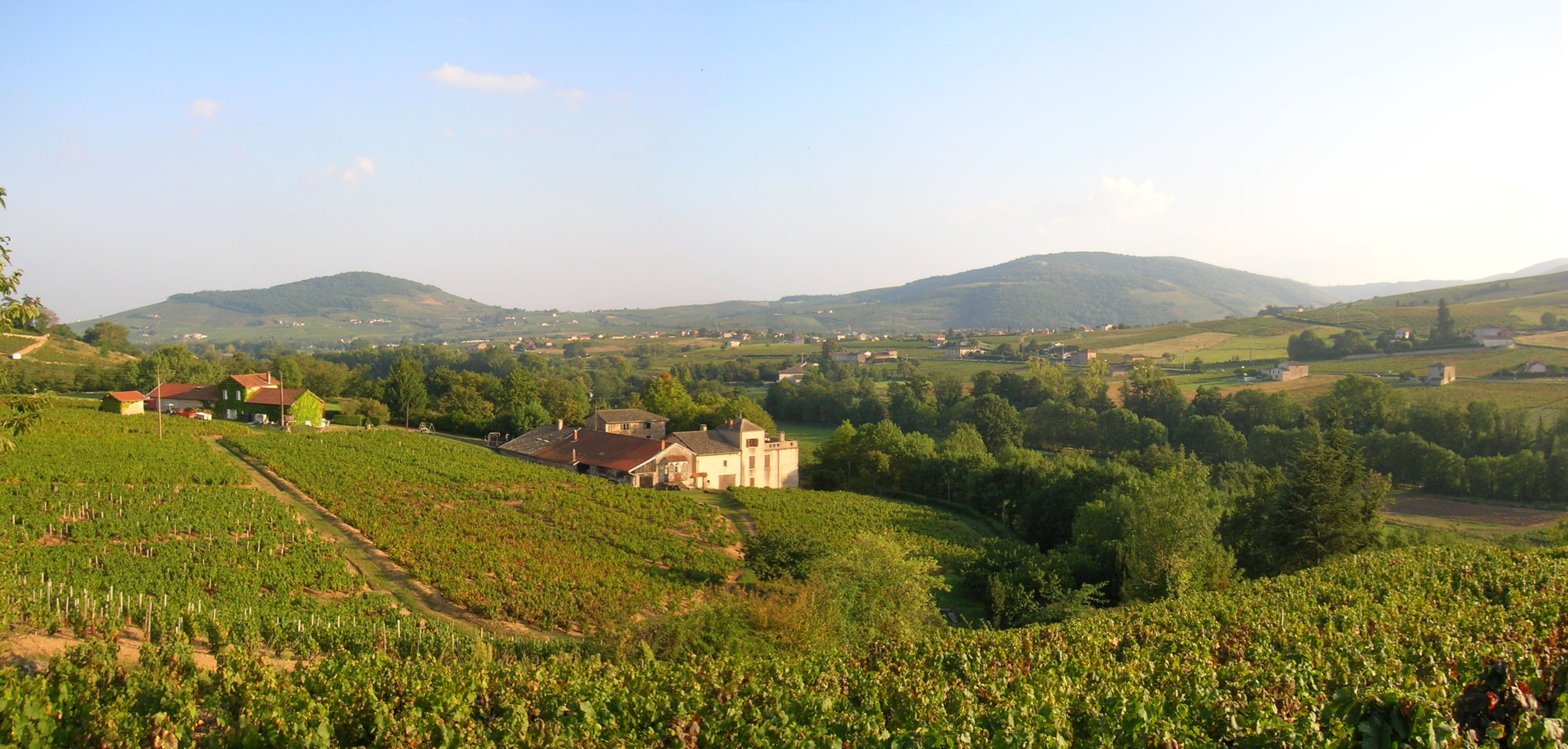
Vignobles à Lantignié.

Lantignié est lieu de production du beaujolais-villages, la campagne présente des anciens cépages du Beaujolais.

## Culture locale et patrimoine

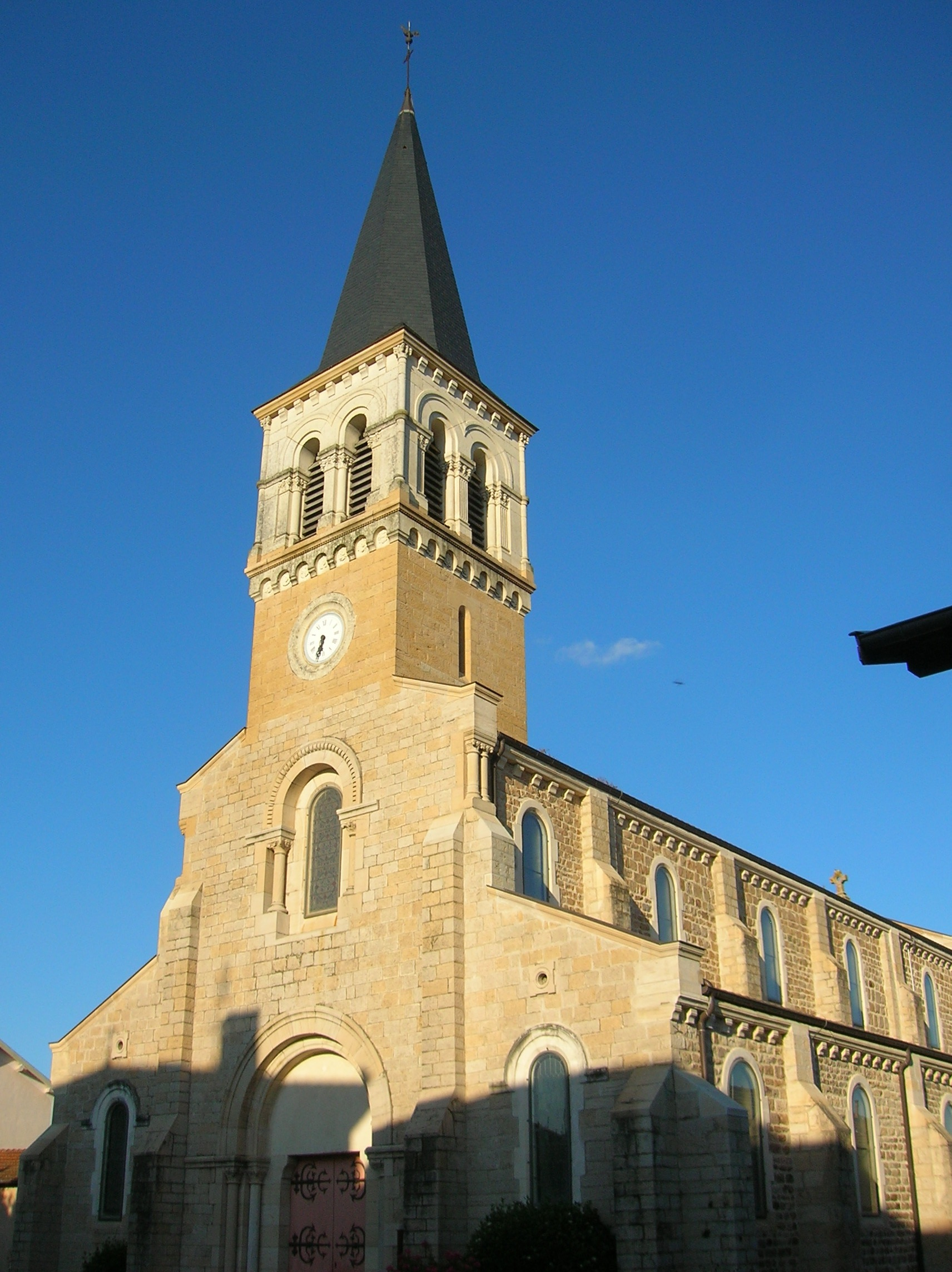
L'église.

### Lieux et monuments
- Église Saint-Étienne.
- Château de la Salle.
- Château de Thulon, remanié au XVIe siècle, appartenait à la famille Thibaut de Noblet de La Rochethulon, et fut vendu aux enchères à la Révolution, du 28 floréal an II (17 mai 1794) au 4 brumaire an V (24 novembre 1796).

### Espaces verts et fleurissement
En 2014, la commune obtient le niveau « deux fleurs » au concours des villes et villages fleuris.

### Personnalités liées à la commune
- Joseph Descroix, Agrégé de grammaire et docteur ès-lettres, professeur à la faculté des lettres de Poitiers, viticulteur à Lantignié[20]. Auteur notamment du Glossaire du patois de Lantignié-en-Beaujolais, Rhône. Une salle municipale porte son nom.

### Filmographie
- Dialogue avec mon Jardinier, de Jean Becker, 2007.